# Мухамедов, Валий Мухамедович
Валий Мухамедович Мухамедов — советский хозяйственный и политический деятель.

## Биография
Родился в 1923 году в Ташкенте. Член КПСС.
Окончил ВПШ при ЦК КПСС.
Участник Великой Отечественной войны в составе 810-го стрелкового полка 394-й стрелковой дивизии, 1283-го стрелкового полка.
В 1948 г. — первый секретарь Янги-Юльского райкома ЛКСМ Узбекистана.
В 1958 г. — первый секретарь Ахангаранского райкома КП Узбекистана.
В 1963—1982 гг. — первый секретарь Алмалыкского горкома КП Узбекистана.
Жил в Алмалыке.

## Награды
- Орден Отечественной войны II степени (01.08.1986)
- Орден Трудового Красного Знамени (28.10.1948, 1981)
- Орден Красной Звезды (24.09.1966)
- Орден Знак Почёта (11.01.1957, 01.03.1965)